# Grand Prix der Nordischen Kombination
Der Grand Prix der Nordischen Kombination ist eine Sommer-Wettbewerbsserie in der Nordischen Kombination, die seit 1998 jährlich in den Sommermonaten ausgetragen wird. Startberechtigt sind alle Nordischen Kombinierer, die in der jeweils vorangegangenen Wintersaison mindestens einen Weltcup- oder Continentalcup-Punkt gewonnen haben.

## Regeln
Gesprungen wird auf Mattenschanzen mit Keramikanlaufspuren und anschließend wird auf Inlineskates gelaufen. Die Wertung erfolgt nach dem FIS-Punktesystem.

## Gesamtsieger des Grand Prix

### Männer
| Saison | Sieger                                                           | Zweiter                                                          | Dritter                                                          |
| ------ | ---------------------------------------------------------------- | ---------------------------------------------------------------- | ---------------------------------------------------------------- |
| 1998   | Matthias Looß                                                    | Felix Gottwald                                                   | Jens Gaiser                                                      |
| 1999   | Ronny Ackermann                                                  | Sebastian Haseney                                                | Jens Deimel                                                      |
| 2000   | Felix Gottwald                                                   | Samppa Lajunen                                                   | Georg Hettich                                                    |
| 2001   | Samppa Lajunen                                                   | Bill Demong                                                      | Jens Gaiser                                                      |
| 2002   | Mario Stecher                                                    | Felix Gottwald                                                   | Todd Lodwick                                                     |
| 2003   | Jens Gaiser                                                      | Todd Lodwick                                                     | Ronny Ackermann                                                  |
| 2004   | Todd Lodwick                                                     | Christoph Bieler                                                 | Johnny Spillane                                                  |
| 2005   | Christoph Bieler                                                 | Michael Gruber                                                   | Petter Tande                                                     |
| 2006   | Christoph Bieler                                                 | Mario Stecher                                                    | Felix Gottwald                                                   |
| 2007   | David Kreiner                                                    | Jason Lamy Chappuis                                              | Björn Kircheisen                                                 |
| 2008   | Mario Stecher                                                    | Anssi Koivuranta                                                 | Ronny Heer                                                       |
| 2009   | Tino Edelmann                                                    | Jonathan Félisaz                                                 | Ronny Heer                                                       |
| 2010   | Johannes Rydzek                                                  | Magnus Moan                                                      | Eric Frenzel                                                     |
| 2011   | Johannes Rydzek                                                  | Björn Kircheisen                                                 | Eric Frenzel                                                     |
| 2012   | Bernhard Gruber                                                  | Akito Watabe                                                     | Johannes Rydzek                                                  |
| 2013   | Bernhard Gruber Akito Watabe                                     |                                                                  | Johannes Rydzek                                                  |
| 2014   | Johannes Rydzek                                                  | Eric Frenzel                                                     | Björn Kircheisen                                                 |
| 2015   | Johannes Rydzek                                                  | Fabian Rießle                                                    | Akito Watabe                                                     |
| 2016   | Jarl Magnus Riiber                                               | Mario Seidl                                                      | François Braud                                                   |
| 2017   | Mario Seidl                                                      | Eric Frenzel                                                     | Fabian Rießle                                                    |
| 2018   | Mario Seidl                                                      | Ilkka Herola                                                     | Martin Fritz                                                     |
| 2019   | Franz-Josef Rehrl                                                | Samuel Costa                                                     | Antoine Gérard                                                   |
| 2020   | Aufgrund der COVID-19-Pandemie wurde kein Grand Prix ausgetragen | Aufgrund der COVID-19-Pandemie wurde kein Grand Prix ausgetragen | Aufgrund der COVID-19-Pandemie wurde kein Grand Prix ausgetragen |
| 2021   | Ilkka Herola                                                     | Mario Seidl                                                      | Johannes Rydzek                                                  |
| 2022   | Ilkka Herola                                                     | Franz-Josef Rehrl                                                | Stefan Rettenegger                                               |
| 2023   | Johannes Rydzek                                                  | Franz-Josef Rehrl                                                | Julian Schmid                                                    |
| 2024   | Johannes Rydzek                                                  | Laurent Muhlethaler                                              | Kristjan Ilves                                                   |

### Damen
| Saison | Siegerin                                                         | Zweite                                                           | Dritte                                                           |
| ------ | ---------------------------------------------------------------- | ---------------------------------------------------------------- | ---------------------------------------------------------------- |
| 2018   | Stefanija Nadymowa Tara Geraghty-Moats                           |                                                                  | Jenny Nowak                                                      |
| 2019   | Stefanija Nadymowa                                               | Tara Geraghty-Moats                                              | Jenny Nowak                                                      |
| 2020   | Aufgrund der COVID-19-Pandemie wurde kein Grand Prix ausgetragen | Aufgrund der COVID-19-Pandemie wurde kein Grand Prix ausgetragen | Aufgrund der COVID-19-Pandemie wurde kein Grand Prix ausgetragen |
| 2021   | Gyda Westvold Hansen                                             | Ema Volavšek                                                     | Lisa Hirner                                                      |
| 2022   | Ema Volavšek                                                     | Nathalie Armbruster                                              | Minja Korhonen                                                   |
| 2023   | Ema Volavšek                                                     | Nathalie Armbruster                                              | Ida Marie Hagen                                                  |
| 2024   | Jenny Nowak                                                      | Ema Volavšek                                                     | Nathalie Armbruster                                              |